# Euplexaura javensis
Euplexaura javensis is een zachte koraalsoort uit de familie Plexauridae. De koraalsoort komt uit het geslacht Euplexaura. Euplexaura javensis werd in 1931 voor het eerst wetenschappelijk beschreven door Aurivillius. 